# Mimestola imitatrix
Mimestola imitatrix är en skalbaggsart som beskrevs av Stephan von Breuning 1940. Mimestola imitatrix ingår i släktet Mimestola och familjen långhorningar.
Artens utbredningsområde är Panama. Inga underarter finns listade i Catalogue of Life.